# Eduardo González Hurtebise
Eduardo González Hurtebise (Madrid, 1876 - Barcelona, 1921) fou un historiador i arxiver de la Corona d'Aragó.

## Biografia
Va ésser deixeble de l'historiador granadí Eduardo de Hinojosa y Naveros i va entrar a formar part del cos oficial d'arxivers, bibliotecaris i antiquaris l'any 1899. Destinat successivament a Tarragona, Girona i Osca, l'any 1905 es va desplaçar a Barcelona per a treballar a l'Arxiu de la Corona d'Aragó i, al cap de sis anys, en va ser nomenat director. Va publicar El arte tipográfico en Tarragona durante los siglos XV i XVI (Tarragona, 1903), Jofre de Foxà (1267-1295), el 1910, i el Libro de tesorería de la casa real de Aragón (Barcelona, 1911-1912). És autor, també, de la Guía histórico-descriptiva del Archivo de la Corona de Aragón, en Barcelona (Madrid, 1920). A ell es deu el descobriment del còdex de les Homilies de Beda, monjo i escriptor anglès dels segles vii i viii.